# Lesní Hluboké
Lesní Hluboké è un comune della Repubblica Ceca facente parte del distretto di Brno-venkov, in Moravia Meridionale.

## Storia
La prima menzione scritta del villaggio risale al 1395.